# Schmalkalden
Schmalkalden is een plaats en gemeente in de Duitse deelstaat Thüringen, gelegen in de Landkreis Schmalkalden-Meiningen. De stad telt 19.553 inwoners.
Naburige steden zijn onder andere Brotterode, Meiningen en Oberhof.
Tot de gemeente behoren de volgende plaatsen:
- Aue
- Asbach
- Breitenbach
- Grumbach
- Haindorf
- Helmers
- Mittelschmalkalden
- Mittelstille
- Möckers
- Näherstille
- Niederschmalkalden
- Reichenbach
- Springstille (sinds 6 juli 2018)
- Volkers
- Weidebrunn
- Wernshausen

## Geschiedenis
Op 27 februari 1531 werd in Schmalkalden het Schmalkaldisch Verbond gesloten.
Op 1 november 2010 kwam Schmalkalden in het nieuws omdat in de plaats spontaan een krater van 20 meter diep en een doorsnede van 30-40 meter ontstond. Volgens de geologische dienst van de deelstaat ging het hierbij om een zinkgat. Een geparkeerde auto verdween in de krater, maar er raakten geen mensen gewond.

## Partnersteden
- Tábor (Tsjechië)
- Recklinghausen (Duitsland) sinds 1989

## Bezienswaardigheden
- Gotische Sint-Joriskerk (15e/16e eeuw)
- Kasteel uit de 16e eeuw

## Geboren in Schmalkalden
- Frank Luck (1967), biatleet
- Sven Fischer (1971), biatleet
- Kati Wilhelm (1976), biatlete
- Alexander Wolf (1978), biatleet
- Juliane Döll (1986), biatlete

Aschenhausen ·
Belrieth ·
Birx ·
Breitungen/Werra ·
Brotterode-Trusetal ·
Christes ·
Dillstädt ·
Einhausen ·
Ellingshausen ·
Erbenhausen ·
Fambach ·
Floh-Seligenthal ·
Frankenheim/Rhön ·
Friedelshausen ·
Grabfeld ·
Kaltensundheim ·
Kaltenwestheim ·
Kühndorf ·
Leutersdorf ·
Mehmels ·
Meiningen ·
Melpers ·
Neubrunn ·
Oberhof ·
Oberkatz ·
Obermaßfeld-Grimmenthal ·
Oberweid ·
Rhönblick ·
Rippershausen ·
Ritschenhausen ·
Rohr ·
Rosa ·
Roßdorf ·
Schmalkalden ·
Schwallungen ·
Schwarza ·
Steinbach-Hallenberg ·
Stepfershausen ·
Sülzfeld ·
Untermaßfeld ·
Unterweid ·
Utendorf ·
Vachdorf ·
Wasungen ·
Zella-Mehlis

Verwaltungsgemeinschaften: Dolmar-Salzbrücke · Hohe Rhön · Wasungen-Amt Sand